# Fijisvalstare
Fijisvalstare (Artamus mentalis) är en fågel i familjen svalstarar inom ordningen tättingar.

## Utbredning och systematik
Fågeln förekommer i norra Fiji (Yasawa och Viti Levu till Taveuni och Qamea). Den behandlas som monotypisk, det vill säga att den inte delas in i några underarter.

## Status
IUCN kategoriserar arten som livskraftig.

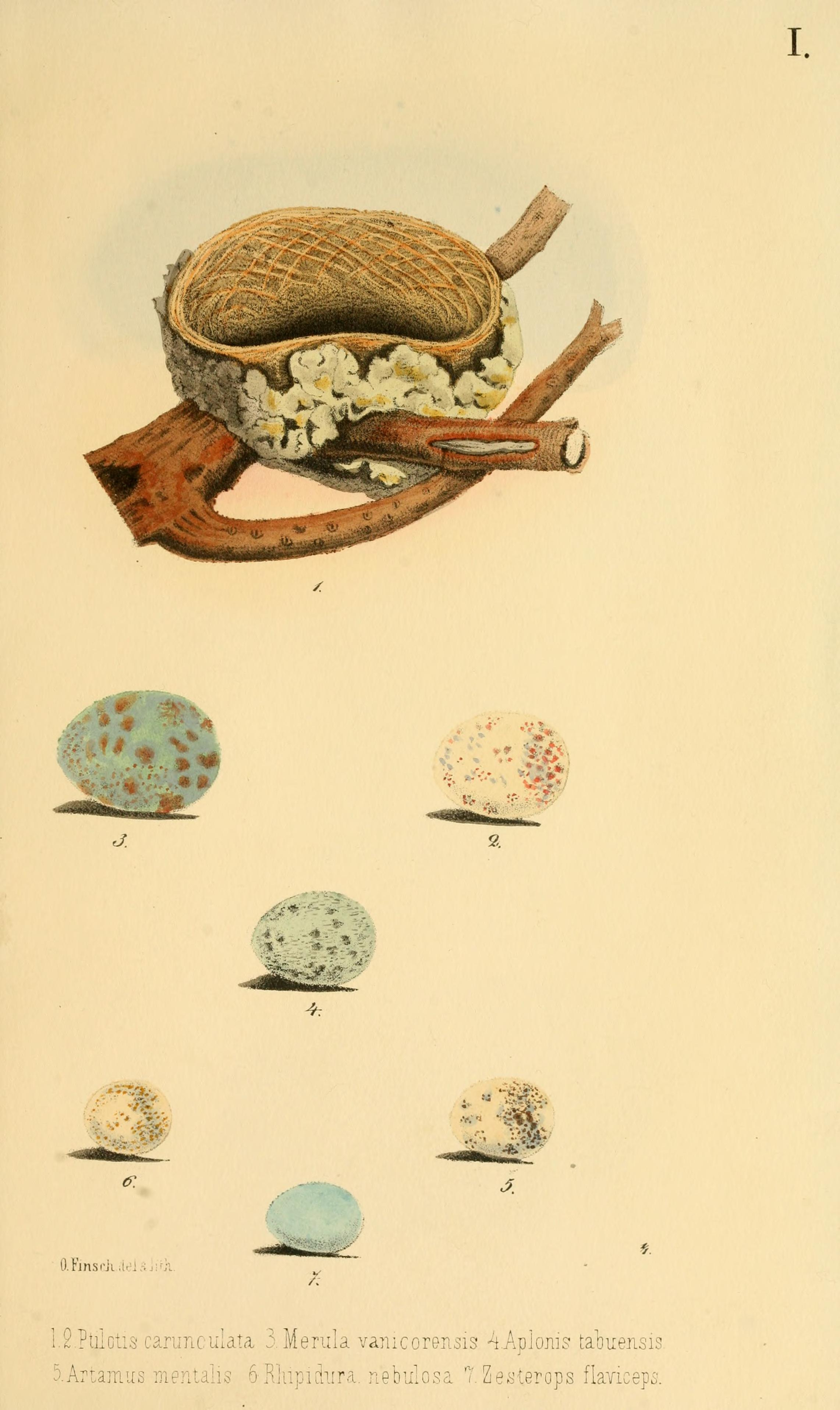